# 比亞維斯托克車站
比亞維斯托克車站（波蘭語：Stacja Białystok）是波蘭波德拉謝省省會比亞維斯托克最主要的火車站。

## 歷史
比亞維斯托克車站於1861年聖彼得堡-華沙鐵路建造期間啟用，採用古典風格。在第一次世界大戰中，車站建築被撤退的俄羅斯軍隊燒毀。戰後，車站重建。
二戰期間，車站再度被炸毀。1989年，波兰国家铁路開始對車站進行現代化改造，歷時14年。改造後的車站大樓於2003年11月28日正式啟用。根據波蘭《选举报》於2008年的評比，比亞維斯托克車站被認為是波蘭最美麗的火車站，隨後是盧布林車站及琴斯托霍瓦車站。